# Eudald Maideu i Puig
Eudald Maideu i Puig és un metge i promotor cultural català.
Ha presidit la Societat Catalana de Sexologia i pertany a la Reial Acadèmia de Medicina de Catalunya. També per la promoció del patrimoni i altres activitats culturals, singularment a la comarca del Ripollès. Destaca l'impuls en la descoberta i restauració del castell de Mataplana, vinculat a aquest llinatge i a la llegenda del comte Arnau. El 2015 li fou concedida la Creu de Sant Jordi "per la seva trajectòria en l'àmbit de la medicina, a nivell assistencial i acadèmic".